# Il'ja Iškov
Il'ja Igorevič Iškov (in russo Илья Игоревич Ишков?; Ekaterinburg, 25 maggio 2005) è un calciatore russo, centrocampista dell'Ural.

## Carriera

### Club
Iškov è cresciuto nel settore giovanile dell'Ural, con cui ha debuttato il 3 giugno 2023 nell'incontro di Prem'er-Liga vinto 1-0 contro il Soči. Ha segnato il suo primo gol il 29 ottobre seguente contro la Dinamo Mosca.

### Nazionale
Nel 2023 ha giocato con la Russia Under-21.

## Statistiche

### Presenze e reti nei club
Statistiche aggiornate al 7 agosto 2024.
| Stagione        | Squadra         | Campionato      | Campionato | Campionato | Coppe nazionali | Coppe nazionali | Coppe nazionali | Coppe continentali | Coppe continentali | Coppe continentali | Altre coppe | Altre coppe | Altre coppe | Totale | Totale | Totale |
| Stagione        | Squadra         | Comp            | Pres       | Reti       | Comp            | Pres            | Reti            | Comp               | Pres               | Reti               | Comp        | Pres        | Reti        | Pres   | Reti   |        |
| --------------- | --------------- | --------------- | ---------- | ---------- | --------------- | --------------- | --------------- | ------------------ | ------------------ | ------------------ | ----------- | ----------- | ----------- | ------ | ------ | ------ |
| 2022-2023       | Ural-2          | 3D              | 10         | 0          |                 | -               | -               |                    | -                  | -                  |             | -           | -           | 10     | 0      |        |
| 2022-2023       | Ural            | PL              | 1          | 0          | CR              | 0               | 0               |                    | -                  | -                  |             | -           | -           | 1      | 0      |        |
| 2023-2024       | Ural            | PL              | 27+2       | 1+0        | CR              | 8               | 0               |                    | -                  | -                  |             | -           | -           | 37     | 1      |        |
| 2024-2025       | Ural            | 2D              | 4          | 1          | CR              | 0               | 0               |                    | -                  | -                  |             | -           | -           | 4      | 1      |        |
| Totale carriera | Totale carriera | Totale carriera | 11         | 0          |                 | 4               | 0               |                    | -                  | -                  |             | -           | -           | 15     | 0      |        |